# Alexandra Sontheimer
Alexandra Sontheimer (* 22. Juli 1987 in Freiburg im Breisgau) ist eine ehemalige deutsche Radrennfahrerin, die auf Bahn und Straße aktiv war.
2007 wurde Alexandra Sontheimer Dritte in der Einerverfolgung bei den Deutschen Bahn-Meisterschaften in Berlin. 2008 belegte sie zusammen mit Elke Gebhardt und Verena Jooß den ersten Platz beim Bahnrad-Weltcup 2007/2008 in Kopenhagen. Bei der folgenden WM im selben Jahr wurde sie Dritte im Teamsprint, mit Verena Jooß und Charlotte Becker.
Bei den Deutschen Straßen-Meisterschaften 2007 belegte Sontheimer den fünften Platz im Einzelrennen.